# 강감창
강감창(姜玪昌, 영어: Kang Gamchang, 1962년 ~ )은 대한민국의 건축가 출신 정치인이다. 전직 서울특별시의회 부의장으로서, 11년간 송파 4선거구에서 활동한 3선 서울특별시의원이다. 현재 당적은 국민의힘이다.

## 생애
1962년 3월 5일 경상북도 안동시 임하면에서 태어났다.
안동공업고등학교 (현 경북하이텍고등학교) 와 인하대학교 건축학과를 졸업하고 1986년 인하대학교 건축공학 석사 학위를 취득했다.
2007년 재보궐선거에서 송파 제 4선거구 (석촌동, 가락1동, 문정2동)에 한나라당 후보로 출마하여 70.85%의 압도적인 지지를 받으며 서울특별시의회에 초선 의원으로 입성했다. 이후 건축위원회, 도시건축공동위원회 등 소속으로 본인의 전문 분야인 건축과 도시계획 관련 현안들을 처리했다.
2010년 제5회 전국동시지방선거에서 송파 제 4선거구에 한나라당 후보로 출마하여 서울시의원 재선에 성공한다. 이후 건설위원회 위원장으로 선임되어 민주당 다수인 의회 구성에도 불구하고 굵직한 지역현안들을 해결하며 매니페스토 약속대상 최우수상을 수상하는 등 의정활동의 질과 양 측면에서 모두 높은 평가를 받았다. 
2014년 제6회 전국동시지방선거에서는 새누리당 후보로 송파 제 4선거구에 출마하여 3선에 성공한다. 이때 제시한 100대 공약이 우수한 평가를 받으며 매니페스토 약속대상을 수상한다. 기사 소속 정당이 77대 29라는 압도적 의석수 열세로 어려운 상황에서도 개인기를 발휘하여 제 9대 서울특별시의회 부의장과 새누리당-자유한국당의 서울시의회 대표의원직을 역임하였고, 기사 지역현안에 대해서는 협치를 통해 풀어 나가면서도 정무적이고 이념적인 시 정책에는 타협하지 않으며 서울시의회 내 야당의 역할을 톡톡히 수행했다. 4년간 100대 공약이행도 82.4%, 상임위 출석률 100%, 조례발의 128건, 본회의장 발언 34회 등의 열정적인 의정활동을 펼치며 3선 의원으로서의 모범을 보이기도 하였다. 
2018년 제7회 전국동시지방선거 당시 민선 7기 송파구청장 선거에서 당시 자유한국당 후보로 하마평에 올랐으나 자신의 시의원 선거구에 출마하였다. 정당보다 정책을 보고 투표하고, 힘있는 여당 후보 대신 주민의 힘을 보여달라는 전략으로 선거운동을 펼쳤으나 39.73%의 득표율을 기록하고 아쉽게 낙선하였다. 당시 박근혜 대통령 탄핵의 후풍으로 해당 지역구의 구의원 및 구청장 선거에서 범보수 후보가 도합 35% 가량의 득표율을 기록한 것에 비하면 유의미한 개인 기량과 득표력을 보여 주었다는 평가를 받는다. 

## 경력
- 2016년 : 서울시의회 자유한국당 원내대표
- 2016년 : 자유한국당 상임전국위원
- 2015년 : 여의도연구원 정책자문위원
- 2014년 : 서울특별시의회 부의장
- 2010년 : 서울특별시의회 건설위원회 위원장
- 2008년 : 서울특별시 도시건축공동위원회 위원
- 2008년 : 서울특별시 건축위원회 위원
- 2007년 : 서울특별시의회 의원,
- 2006년 : 한나라당 서울시당 홍보위원회 부위원장
- 2002년 : 강건축사사무소 대표/건축사
- 1997년 : 안동정보대학 겸임교수
- 1991년 : 체육청소년부 차관 비서관
- 1990년 : 복무만기 전역(특전사령부 정보장교)

## 의정활동
지역구에서는 계파나 이념보다는 지역의 입장을 우선 생각하는 의정활동으로 정평이 나 있다. 정무적인 이슈에 앞장서서 의견을 내고 편을 가르기보다는 지역의 이슈와 현안들에 대한 정책적 처방을 제시하는 것이 지역정치인의 역할이라는 의정 철학을 지속적으로 밝혀 왔다.
대표적인 의정활동 성과로는 잠실지하광역환승센터 공간 명소화, 석촌호수 및 석촌고분 명소화 등 도시공간 분야에서의 전문성을 살려 지역의 공간환경을 개선하고 교통 편의성을 늘리는 정책들이 있다.
경제정책, 개발정책 측면에서는 도시개발 과정에서 사회적 약자들과 취약계층이 배제되는 것을 최소화시켜야 한다는 입장을 계속 보여왔다. 

## 역대 선거 결과
|  | 70.85% |

|  | 45.92% |

|  | 55.17% |

|  | 39.73% |